# Campionati mondiali di bob 2011
I Campionati mondiali di bob 2011, cinquantasettesima edizione della manifestazione organizzata dalla Federazione Internazionale di Bob e Skeleton, si sono disputati dal 14 al 27 febbraio 2011 a Schönau am Königssee, in Germania sulla pista omonima la quale ha ospitato le competizioni iridate per la quarta volta nel bob a due uomini e nel bob a quattro, per la seconda nel bob a due donne e per la prima in assoluto nella prova a squadre.
Inizialmente, nel 2007, i campionati mondiali erano stati assegnati a Cortina d'Ampezzo, in Italia, ai danni di Winterberg, Germania, ma Cortina si ritirò nel febbraio 2009 per problemi locali e quindi la FIBT, durante la rassegna iridata di Lake Placid 2009, annuncia che l'evento sarà assegnato alla località di Schönau am Königssee.
L'edizione è stata dominata dalla Germania, che ha conquistato tre medaglie d'oro su quattro disponibili. I titoli sono stati vinti nel bob a due uomini dal pilota russo Aleksandr Zubkov e dal frenatore Aleksej Voevoda, nella gara femminile dal team tedesco condotto da Cathleen Martini insieme alla frenatrice Romy Logsch mentre la prova del bob a quattro ha visto il successo dell'equipaggio tedesco guidato da Manuel Machata, insieme ai compagni Richard Adjei, Andreas Bredau e Christian Poser. Anche questa edizione dei mondiali, come ormai da prassi iniziata nella rassegna di Schönau am Königssee 2004, si è svolta contestualmente a quella di skeleton e proprio insieme agli atleti di quest'ultima disciplina è stato assegnato il titolo nella prova a squadre che ha visto trionfare la squadra tedesca.

## Risultati

### Bob a due uomini
La gara si è svolta il 19 e il 20 febbraio nell'arco di quattro manches ed hanno preso parte alla competizione 32 compagini in rappresentanza di 20 differenti nazioni. Campioni uscenti erano gli svizzeri Ivo Rüegg/Cédric Grand, ritiratisi dopo la competizione olimpica del 2010.
Il titolo nonché la prima medaglia d'oro in assoluto per la Russia dopo la dissoluzione dell'Unione Sovietica, è stato conquistato dall'equipaggio composto da Aleksandr Zubkov e Aleksej Voevoda, davanti alle coppie tedesche Thomas Florschütz/Kevin Kuske e Manuel Machata/Andreas Bredau.
| Pos. | Atleti                               | Nazione       | Tempo   | Distacco |
| ---- | ------------------------------------ | ------------- | ------- | -------- |
|      | Aleksandr Zubkov Aleksej Voevoda     | Russia I      | 3:20.72 |          |
|      | Thomas Florschütz Kevin Kuske        | Germania III  | 3:20.90 | +0.18    |
|      | Manuel Machata Andreas Bredau        | Germania I    | 3:20.90 | +0.18    |
| 4    | Beat Hefti Thomas Lamparter          | Svizzera I    | 3:21.00 | +0.28    |
| 5    | Karl Angerer Alexander Rödiger       | Germania II   | 3:21.27 | +0.55    |
| 6    | Steven Holcomb Steven Langton        | Stati Uniti I | 3:21.51 | +0.79    |
| 6    | Simone Bertazzo Matteo Torchio       | Italia I      | 3:21.51 | +0.79    |
| 8    | Nicolae Istrate Florin Cezar Craciun | Romania I     | 3:22.06 | +1.34    |
| 9    | Lyndon Rush Neville Wright           | Canada I      | 3:22.23 | +1.51    |
| 10   | Gregor Baumann Alex Baumann          | Svizzera II   | 3:22.25 | +1.53    |

### Bob a due donne
La gara si è svolta il 18 e il 19 febbraio nell'arco di quattro manches ed hanno preso parte alla competizione 22 compagini in rappresentanza di 11 differenti nazioni.
Campione uscente era l'equipaggio britannico composto da Nicola Minichiello (assente causa infortunio e che si ritirerà poi al termine della stagione) e Gillian Cooke, giunta ventunesima in coppia con Fiona Harrison. 
Il titolo 2011 è stato vinto dalle tedesche Cathleen Martini e Romy Logsch che hanno preceduto le avversarie statunitensi Shauna Rohbock e Valerie Fleming e le canadesi Kaillie Humphries e Heather Moyse, campionesse olimpiche in carica.
| Pos. | Atleti                               | Nazione         | Tempo   | Distacco |
| ---- | ------------------------------------ | --------------- | ------- | -------- |
|      | Cathleen Martini Romy Logsch         | Germania II     | 3:26.11 |          |
|      | Shauna Rohbock Valerie Fleming       | Stati Uniti I   | 3:26.33 | +0.22    |
|      | Kaillie Humphries Heather Moyse      | Canada I        | 3:26.74 | +0.63    |
| 4    | Sandra Kiriasis Berit Wiacker        | Germania I      | 3:26.81 | +0.70    |
| 5    | Helen Upperton Shelley-Ann Brown     | Canada II       | 3:26.99 | +0.88    |
| 6    | Esmé Kamphuis Judith Vis             | Paesi Bassi I   | 3:27.52 | +1.41    |
| 7    | Sabina Hafner Caroline Spahni        | Svizzera II     | 3:27.74 | +1.63    |
| 8    | Anja Schneiderheinze Christin Senkel | Germania III    | 3:28.09 | +1.98    |
| 9    | Elana Meyers Jamie Greubel           | Stati Uniti III | 3:28.33 | +2.22    |
| 10   | Bree Schaaf Emily Azevedo            | Stati Uniti II  | 3:28.34 | +2.23    |

### Bob a quattro
La gara si è svolta il 26 e il 27 febbraio nell'arco di quattro manches ed hanno preso parte alla competizione 33 compagini in rappresentanza di 21 differenti nazioni. Campione olimpico e mondiale in carica era il quartetto statunitense  composto da Steven Holcomb, Justin Olsen, Steve Mesler, e Curtis Tomasevicz, giunto terzo in questa occasione con Steven Langton al posto di Mesler. 
Il titolo è stato conquistato dalla formazione tedesca guidata da Manuel Machata con i frenatori Richard Adjei, Andreas Bredau e Christian Poser che ha preceduto i connazionali Karl Angerer, Christian Friedrich, Alex Mann e Gregor Bermbach.
| Pos. | Atleti                                                             | Nazione       | Tempo   | Distacco |
| ---- | ------------------------------------------------------------------ | ------------- | ------- | -------- |
|      | Manuel Machata Richard Adjei Andreas Bredau Christian Poser        | Germania I    | 3:16.58 |          |
|      | Karl Angerer Christian Friedrich Alex Mann Gregor Bermbach         | Germania II   | 3:17.10 | +0.52    |
|      | Steven Holcomb Justin Olsen Steven Langton Curtis Tomasevicz       | Stati Uniti I | 3:17.26 | +0.68    |
| 4    | Aleksandr Zubkov Filipp Egorov Dmitrij Trunenkov Nikolaj Chrenkov  | Russia I      | 3:17.45 | +0.87    |
| 4    | Maximilian Arndt Jan Speer Alexander Rödiger Martin Putze          | Germania IV   | 3:17.45 | +0.87    |
| 6    | Lyndon Rush David Bissett Cody Sorensen Neville Wright             | Canada I      | 3:17.51 | +0.93    |
| 7    | Thomas Florschütz Ronny Listner Kevin Kuske Andreas Barucha        | Germania III  | 3:17.74 | +1.16    |
| 8    | Gregor Baumann Patrick Blöchliger Alex Baumann Jürg Egger          | Svizzera I    | 3:17.97 | +1.39    |
| 9    | Edgars Maskalāns Daumants Dreiškens Uģis Žaļims Intars Dambis      | Lettonia I    | 3:18.38 | +1.80    |
| 10   | Aleksandr Kas'janov Andrej Jurkov Dmitrij Stëpuškin Maksim Belugin | Russia II     | 3:18.48 | +1.90    |

### Gara a squadre
La gara si è svolta il 20 febbraio ed ogni squadra nazionale ha potuto prendere parte alla competizione con due formazioni; nello specifico la prova ha visto la partenza di uno skeletonista, di un equipaggio del bob a due femminile, di una skeletonista e di un equipaggio del bob a due maschile per ognuna delle 15 formazioni, che hanno gareggiato ciascuno in una singola manche; la somma totale dei tempi così ottenuti ha laureato campione la squadra tedesca di Michi Halilovic, Sandra Kiriasis, Stephanie Schneider, Marion Thees, Francesco Friedrich e Florian Becke davanti all'altra compagine tedesca composta da Frank Rommel, Cathleen Martini, Kristin Steinert, Anja Huber, Karl Angerer e Alex Mann ed a quella canadese formata da Jon Montgomery, Kaillie Humphries, Heather Moyse, Mellisa Hollingsworth, Lyndon Rush e Cody Sorensen.
| Pos. | Squadra        | Atleti | Tempo   | Distacco |
| ---- | -------------- | --- | ------- | -------- |
|      | Germania II    | Michi Halilovic Sandra Kiriasis / Stephanie Schneider Marion Thees Francesco Friedrich / Florian Becke           | 3:26.09 |          |
|      | Germania I     | Frank Rommel Cathleen Martini / Kristin Steinert Anja Huber Karl Angerer / Alex Mann                             | 3:26.15 | +0.06    |
|      | Canada I       | Jon Montgomery Kaillie Humphries / Heather Moyse Mellisa Hollingsworth Lyndon Rush / Cody Sorensen               | 3:26.96 | +0.87    |
| 4    | Regno Unito I  | Kristan Bromley Paula Walker / Rebekah Wilson Shelley Rudman John James Jackson / Bruce Tasker                   | 3:27.74 | +1.65    |
| 5    | Russia I       | Sergej Čudinov Ol'ga Fëdorova / Julija Timofeeva Ol'ga Potylicyna Aleksandr Zubkov / Aleksej Voevoda             | 3:28.06 | +1.97    |
| 6    | Russia II      | Aleksandr Tret'jakov Anastasija Skulkina / Margarita Ismajlova Elena Judina Aleksandr Kas'janov / Maksim Belugin | 3:28.24 | +2.15    |
| 7    | Canada II      | Michael Douglas Helen Upperton / Shelley-Ann Brown Amy Gough Christopher Spring / Derek Plug                     | 3:28.96 | +2.87    |
| 8    | Stati Uniti II | John Daly Elana Meyers / Kristi Koplin Annie O'Shea John Napier / Jesse Beckom                                   | 3:29.35 | +3.26    |
| 9    | Stati Uniti I  | Matthew Antoine Bree Schaaf / Emily Azevedo Katie Uhlaender Steven Holcomb / Curtis Tomasevicz                   | 3:29.53 | +3.44    |
| 10   | Svizzera I     | Pascal Oswald Sabina Hafner / Michelle Huwiler Jessica Kilian Gregor Baumann / Jürg Egger                        | 3:29.89 | +3.80    |

## Medagliere
| Posizione | Nazione     | Oro | Argento | Bronzo | Totale |
| --------- | ----------- | --- | ------- | ------ | ------ |
| 1         | Germania    | 3   | 3       | 1      | 7      |
| 2         | Russia      | 1   | 0       | 0      | 1      |
| 3         | Stati Uniti | 0   | 1       | 1      | 2      |
| 4         | Canada      | 0   | 0       | 2      | 2      |
| Totale    | Totale      | 4   | 4       | 4      | 12     |